# 난 마돌

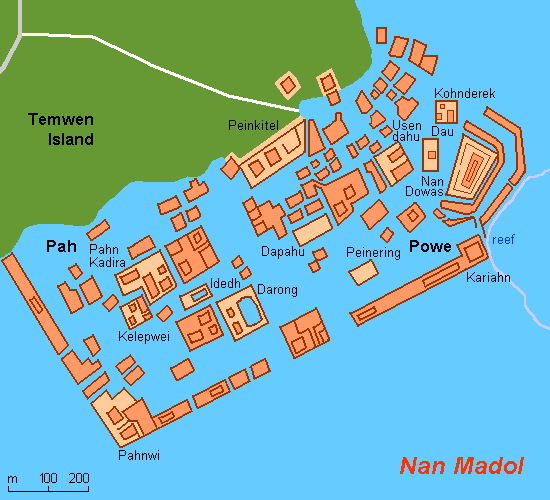
난 마돌 지도

난 마돌(Nan Madol)은 폰페이섬 동쪽 해안에 위치한 수상 폐허 도시 유적으로, 약 1628년까지 사우델레우르 왕조의 수도였다. 
현재의 미크로네시아 연방에 속하며, 운하망으로 연결된 수많은 인공섬으로 이루어져 있다.
돌로 만들어진 외벽이 가로세로 약 1.5 km, 0.5 km 크기의 구역을 둘러치고 있으며, 그 안에 거의 100여개에 달하는 인공 섬들이 흩어져 있다. 
인공 섬들은 돌멩이와 산호로 뒤덮여 있으며, 조수가 들어오면 그 사이에 물이 차 운하가 된다.
‘난 마돌’이라는 이름은 ‘사이의 공간’이라는 뜻인데, 폐허 사이로 교차하여 흐르는 운하를 가리키는 말이다. 
원래 이름은 ‘손 난렝’(Soun Nan-leng)으로, ‘천국의 암초’라는 뜻이다.
이외에 ‘태평양의 베니스’라는 별명이 있다.

## 같이 보기
- 아티카마 사막
- 태평양
- 티티카카호